# 사레마섬
사레마섬(에스토니아어: Saaremaa, 독일어: Ösel; 스웨덴어: Ösel)은 발트해에 위치한 에스토니아의 섬이다. 면적은 2,673km2, 인구는 31,435명(2020년 1월 기준), 인구 밀도는 13.3명/km2이며 에스토니아에서 면적이 가장 큰 섬이다. 행정 구역상으로는 사레주에 속하며 북쪽에는 히우마섬이 있다. 가장 큰 도시는 쿠레사레이다.

## 명칭
섬 명칭인 '사레마'는 에스토니아어이며, 핀란드어로는 '사렌마' (Saarenmaa)라고 부른다. 이를 직역하면 '섬 땅'이란 뜻이 된다. 고대 스칸디나비아 언어에서 사레마섬은 '에이시슬라' (Eysysla)로 불렸으며, 아이슬란드 사가에서는 '외이시슬라' (Eysýsla, /ˈœyˌsyːslɑ/)로 표기하였는데 이는 '섬 지역'이란 뜻이며, 핀란드어와 같은 의미를 지니고 있다.
'외이시슬라'란 말은 곧 사레마섬을 가리키는 다른 언어의 어원이 되었는데, 덴마크어로는 '외셀' (Øsel), 독일어와 스웨덴어로는 '외젤' (Ösel), 고틀란드어로는 '외슬' (Oysl), 라틴어로는 '오실리아' (Osilia)가 되었다. 라트비아어에서는 '삼살라' (Sāmsala)라 부르는데 '사미족의 섬'이란 뜻이다. 한편 고대 문학과 지도상에 등장하는 섬인 툴레가 오늘날의 사레마섬을 가리킨다고 보는 시각도 있는데, 에스토니아의 중세 학자 라울 탈비크와 렌나르트 메리 전 대통령이 이 설을 밀었다.

## 역사

### 고대와 중세

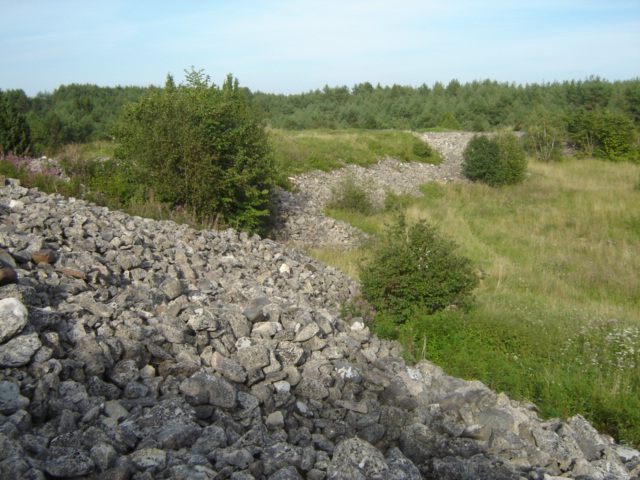
발리알라 요새 유적

사레마섬의 고고학 조사에 따르면, 이 섬에 사람이 살게 된 것은 기원전 5000년경으로 거슬러 올라간다고 한다. 서르베반도에서는 철기 시대에 해당되던 서기 700년에서 750년경에 묻힌 것으로 추정되는 장례식용 배가 발굴되기도 했다.
바이킹의 사가에서는 사레마섬 원주민들과 바이킹 간에 수차례 충돌이 있었다는 전설이 기록되어 있다. 당시 사레마섬은 해적 소굴로 악명높았으며 동부 바이킹이 침공해 들어오기도 했다. 리보니아의 헨리가 남긴 연대기에 따르면, 사레마섬 원주민인 500명의 외셀인들과 16척의 배가 오늘날의 스웨덴 남부 지역을 침략했으며, 나중에는 덴마크에 속하게 되었다고 전한다. 서기 1000년경에는 아이슬란드의 군나르 하문다르손이 바이킹을 이끌고 외시슬라섬 (사레마섬)을 공격했다고 전한다. 하문다르손은 이 섬에서 할그리무르 (Hallgrímur)란 전사로부터 마성의 창 한 자루를 얻었다는 전설이 전해지는데, 《냘의 사가》에서는 다음과 같이 전한다.
이윽고 그들은 남쪽으로 덴마크까지, 다시 동쪽으로 스말뢴드까지 진격하여 가는 곳마다 승리를 거뒀다. 그들은 가을에도 돌아오지 않았다. 이듬해 여름 그들은 라팔라 →오늘날의 탈린으로 진격하여 그곳에서 해적떼를 만나, 한번에 싸워 이겼다. 그후 동쪽으로 외시슬라 →사레마에 이르러 잠시 곶 아래에 머물렀다. 거기서 그들은 곶 위에서 내려오는 한 남자를 보았고, 군나르는 뭍으로 가서 그를 만나 말을 걸었다. 군나르가 이름을 묻자 남자는 토피 (Tófi)라 하였고, 군나르는 무엇을 하고자 하느냐 다시 물었다.
남자가 이르기를, "그대를 보러 왔나이다. 곶 반대편 아래쪽에 전함 두 척이 있는데 그 지휘관을 그대에게 알려드리다. 두 형제가 선장으로 하나는 이름이 할그리무르 (Hallgrímur)요 다른 하나는 콜스케구르 (Kolskeggur)이라. 내 알기로 그들은 강력한 용사요, 또 내 알기로 세상에 둘도 없을 훌륭한 무기를 지니고 있더이다. 할리그리무르는 끓어오르는 마법으로 만든 창을 지녔는데, 주문에 이르기를 어떤 무기라도 창 덕에 저승으로 몰아넣을 수 없을 것이라. 더욱이 그 창으로 사람을 죽인다면 창 속에서 큰 소리의 노래가 흘러나와 저 멀리까지 들린다고 전하니, 그런 강력한 본성을 창이 지니고 있더이다."

중세시대 덴마크의 역사학자 삭소 그라마티쿠스가 남긴 사서 《데인인의 사적》 제15권에서는 1170년 욀란드섬에서 연속으로 벌어진 전투를 기록하고 있다. 당시 덴마크의 국왕 발데마르 1세는 자신의 함대를 전부 동원해 쿠로니아 (쿠를란트)와 사레마의 해적들을 소탕했다고 한다.
사레마섬 원주민이 벌인 침략 사건 중 가장 유명한 사례로 1187년 스웨덴의 시그투나 마을을 약탈한 사건이 있는데, 마을을 불사르고 스웨덴 대주교 요하네스를 살해했다고 전해진다. 다만 약탈자들이 사레마 주민이 아닌 카렐리아인과 쿠로니아인이라는 설도 있으며, 마을이 완전히 파괴되었다는 이야기는 발굴조사 결과로도 입증되지 못했다. 약탈 후에도 한동안 시그투나 마을에서는 평범한 일상을 이어나가다가 13세기 들어 후빙기 반동으로 인한 항해의 어려움으로 서서히 몰락하기 시작한 것으로 추정된다.
1227년, 리보니아 십자군 시기 리보니아 기사단이 사레마섬을 정복하고 외젤비크 주교령을 설치하였으나, 정복 후에도 섬 주민들의 거센 저항이 계속되었다. 1236년 사울 전투에서 리투아니아군이 리보니아 기사단을 무찌르자 사레마섬 주민들은 봉기를 일으켰고, 리보니아 기사단장과 평화협정을 맺었다. 이듬해 기사단은 튜턴 기사단에 흡수되었다. 기사단의 사레마섬 통치력이 강화되면서 때마침 전래된 기독교도 널리 전파되었고, 카르마, 카리아, 키헬코나, 무후, 푀이데, 퓌하, 발리알라 등지에 교회가 설립되어 오늘날까지 남아 있다. 한편 이 시기 튜턴 기사단이 쿠레사레성을 지어 외젤비크 주교에게 바쳤다. 1380년에 지어지기 시작한 이 요새는 오늘날 에스토니아에서 가장 잘 보존된 요새로, 중세 후기의 흔적을 고스란히 전하고 있다.
한편으로 사레마섬 대부분은 외젤비크 주교령의 직접통치를 받고 있었으나, 일부 영토는 리보니아 기사단에게 하사되었다. 1559년 외젤비크 주교령이 덴마크에 할양되면서 사레마섬은 덴마크령 에스토니아의 일부가 되었다. 1570년부터 1645년까지 사레마섬은 덴마크 왕국의 소유지가 되었다. 섬 주민들은 일찍이 14세기부터 발트해를 건너 인근의 리보니아 연안을 따라 정착해 마을을 꾸려나가기 시작했다.

### 근대
1645년, 브룀세브로 조약에 따라 사레마섬은 덴마크 왕국에서 스웨덴의 소유지로 넘어갔으며, 이름도 스웨덴어식을 따라 '외셀' (Ösel)이라 불리게 되었다. 1721년에는 니스타드 조약으로 리보니아 공국 전역과 함께 러시아 제국으로 넘어갔으며, 리보니아현에 속하게 되었다. 1840년에는 아렌스부르크 (지금의 쿠레사레)에 스파가 처음으로 문을 열었고, 러시아인들와 발트 지역 독일인들의 휴양지로 변모하게 되었다. 오늘날 사레마섬의 스파는 나머지 에스토니아 지역에 문을 연 스파보다 그 수가 더 많은 것으로 알려져 있다.
제1차 세계 대전이 한창이던 1917년 10월, 독일제국군은 에스토니아 연안 섬을 침공했고 1918년 11월 종전 시까지 점령 상태로 남아 있었다. 이후 사레마섬은 러시아 제국으로부터 새로 독립한 에스토니아 공화국에 속하게 되었다. 1939년 8월에는 독소 불가침 조약으로 섬내 대다수 주민이었던 발트 독일인들이 독일로 이주하였다. 1940년 6월 소련군이 에스토니아 전역을 점령하면서 사레마섬에 처음으로 진주하였고, 1940년 소련에 정식 편입되었다. 1941년 베오울프 작전으로 소련을 침공한 나치 독일이 에스토니아를 점령하며 함께 침공당했다. 이후 1944년 10월~11월 경 독일군의 패퇴로 소련군이 다시 진주하였다.
전쟁이 끝나고 1946년 소련 군당국은 사레마섬을 제한구역으로 설정, 현지인 외 에스토니아인과 외국인의 출입을 금했다. 당시 아스테 마을에 '아스테 항공기지'를 건설해 소련 공군에서 사용하기도 하였다. 1989년에는 접근제한구역이 해제되었고, 1991년 8월에는 에스토니아가 소련으로부터 주권을 되찾아 에스토니아 공화국에 속하게 되었다.

## 지리

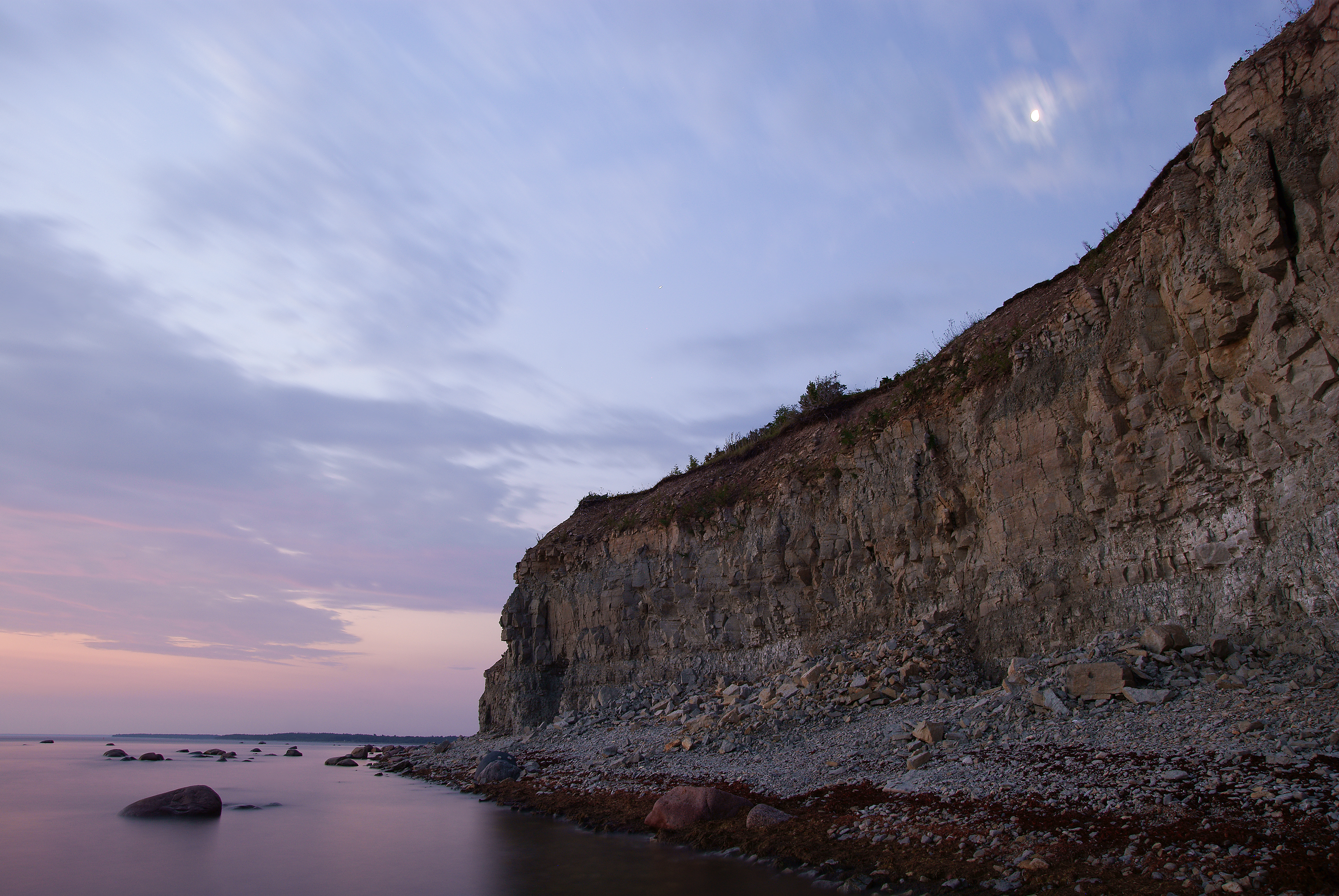
판가 절벽

사레마섬은 리가만과 발트해 간의 경계를 설정하는 주요 섬 중 하나이다. 섬 남쪽 방면으로는 리가만의 주요 항로로 쓰이는 이르베 해협이 있으며 그 옆에 사레마섬 최남단을 차지하는 서르베 반도가 자리해 있다. 중세 시대에는 섬사람들이 해협을 건너 리보니아 연안에 정착해 어촌을 형성하였는데 그 가운데 가장 큰 마을이 지금의 피트라그스 (Pitrags)다. 옛날에는 해협을 건너려면 말을 타고 빙 돌아가야 했던 만면, 현재는 콜카, 사우나그스, 마지르베 등 인근 항구에서 배편을 타면 되기 때문에 해협을 건너기 더 수월해졌다.
지금으로부터 약 만년 전에는 발트해가 곧 발트 얼음호수였는데, 에스토니아 서부 연안에 여러 섬이 융기하면서 처음으로 사레마섬이 형성되기 시작하였다. 이때부터 시작된 지각의 융기는 지금도 1년에 2mm가량 수준으로 계속 진행되고 있다. 당시 형성된 섬들은 석회암으로 이뤄진 저지대 평원이었으며 평균고도는 해발 15m에 불과했다. 이 석회암 지반으로 사레마섬에는 절벽이나 채석장 등 여러 지형을 만들어냈는데 무스턀라, 니나세, 풀리, 위구, 카우가투마 등지에 석회암 지형이 분포해 있다.
사레마섬의 최고 고도는 해발 54m이며, 칼리 크레이터가 섬 내에 형성되어 있다. 적지 않은 면적이 산림지대로 구성되어 있으며, 사레마섬을 대표하는 나무는 향나무다.

### 자연

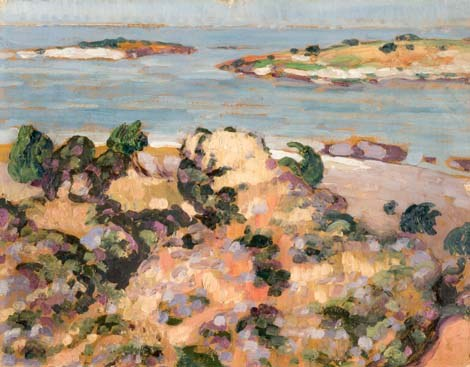
에스토니아의 화가 콘라드 매기의 작품 〈사레마섬의 해안〉 (1913)

사레마섬은 온화한 해양기후와 풍부한 토질 덕에 다양한 식물이 분포해 있는데 에스토니아 전역에서 찾아볼 수 있는 식물종의 80%가 사레마섬에 집중되어 있는 것으로 알려져 있다. 특히 관속식물이 1,200여종 정도 자생하는 것으로 집계되며, 사레마섬에서만 찾아볼 수 있는 고유종 120종은 에스토니아 천연보호종으로 지정되어 있다. 가장 유명한 고유종은 리난투스아과의 한 종류인 '리난투스 오실리엔시스' (Rhinanthus osiliensis)로 봄에만 자라는 노란 풀꽃이다.
사레마섬 전체 면적 중 40%가 숲으로 덮여 있으며, 대부분은 혼합수이지만 온화한 기후를 따라 낙엽활엽수 숲도 조성되어 있다. 제2차 세계 대전 이전에는 삼림목초지가 흔했으나, 독특한 생물다양성의 영향으로 일반식물종이 무성해지면서 평범한 숲으로 바뀌게 되었다. 한편으로 알바르 (alvar)라고 해서 얇은 토양층과 군소 식물종이 자생하는 석회암 지대도 사레마섬을 이루는 대표적인 풍경이었으나, 같은 추세에 따라 점차 자취를 감추고 있다. 오늘날 사레마섬의 자연보호 구역은 그 규모와 가치를 인정받은 알바르 지형들을 중심으로 지정되고 있다.
사레마섬에 서식하는 야생종 역시 곤충에서 물범에 이르기까지 다양하다. 대표적인 보호종으로는 작은모시나비와 헬릭스포마티아 (달팽이)가 있다. 사레마섬 연안은 물범 서식지로 유명한데, 섬 남부와 서부 연안의 부속섬에 회색물범의 영구 서식지가 세 곳 정도 발견되고 있다. 최근 들어 물범의 개체수가 조금씩 증가하고 있는 편이다. 고리무늬물범도 섬 전역의 바닷가에서 마주할 수 있으나 겁이 많은 성격 때문에 정확한 개체수를 가늠하기는 불가능하다.

### 칼리 운석 충돌구

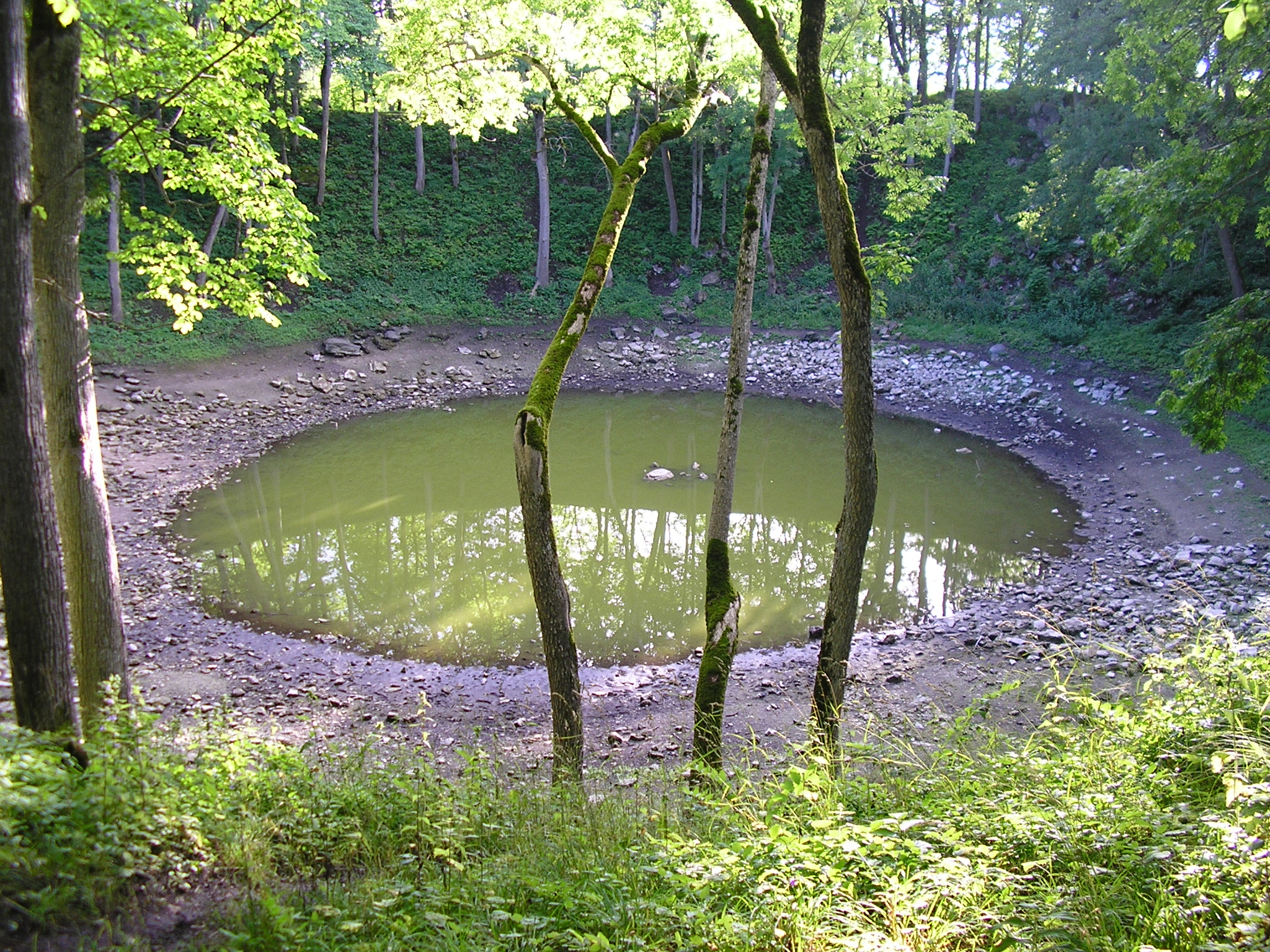
칼리 충돌구

사레마섬에는 칼리 충돌구 (Kaali)라고 부르는 운석 충돌구 지형이 형성되어 있다. 총 아홉 개의 충돌구가 발견되었으며 가장 큰 것은 지름이 110m, 깊이 22m에 달하며, 물이 들어차면서 '칼리 호수' (Kaali järv)라고도 부른다. 칼리 일대에 충돌한 운석의 무게는 20~80톤, 충돌속도는 10~20km/s로 추정된다. 대기권에 진입할 당시 10~5km 고도에서 조각난 채로 지면에 충돌하였고, 그 중 가장 큰 조각이 지금의 칼리호수를 형성한 것으로 보인다. 나머지 여덟 개의 작은 충돌구는 지름 12m~40m, 깊이 1~4m로 다양하며 칼리 호수로부터 1km 이내에 분포해 있다.
충돌구의 형성연대는 정확히 알 수 없으나, 기원전 5000년에서 3000년경이라는 설이 일반적인 측정연대다. 다만 기원전 745년 경에서 575년경으로 비교적 최근에 형성되었다는 시각도 있다. 충돌 에너지는 총 80 TJ로 (TNT 20킬로톤)으로 히로시마 원자폭탄과 비슷하며, 충돌지점으로부터 6km 이내 반경의 숲을 태워버린 것으로 추정된다. 예로부터 사레마섬의 독특한 지형 중 하나였던 만큼, 충돌구에 관한 전설도 전해져 내려오고 있다.

## 인구와 경제
사레마섬 인구의 대다수는 에스토니아인으로 97%를 차지한다. 에스토니아인 이외에는 러시아인이 2% 정도를 차지하고 있다. 에스토니아 전역과 비교해 봣을 때 사레마섬을 비롯한 사레주의 평균 연령은 젊은 편이며, 특히 쿠레사레시는 은퇴 고령인구가 적어 연령대가 낮은 편이다.
사레마섬은 최근 유텁에서 가장 급속하게 성장하고 있는 발트 지역의 심장부에 위치해 있어 그 경제적 지위도 주목받고 있다. 최근에 건설된 쿠레사레 공항과 로마사레항으로 교통편의가 높아진 것은 물론, 본토와의 해운 교통 운영과 통신 시설의 대대적인 확충이 이뤄지고 있다. 이와 더불어 사레마섬은 에스토니아의 주요 관광지로도 떠오르고 있어, 내국인의 95%, 외국인의 35%가 재방문 의사를 표했다는 여론조사 결과가 발표되기도 했다.

## 교통

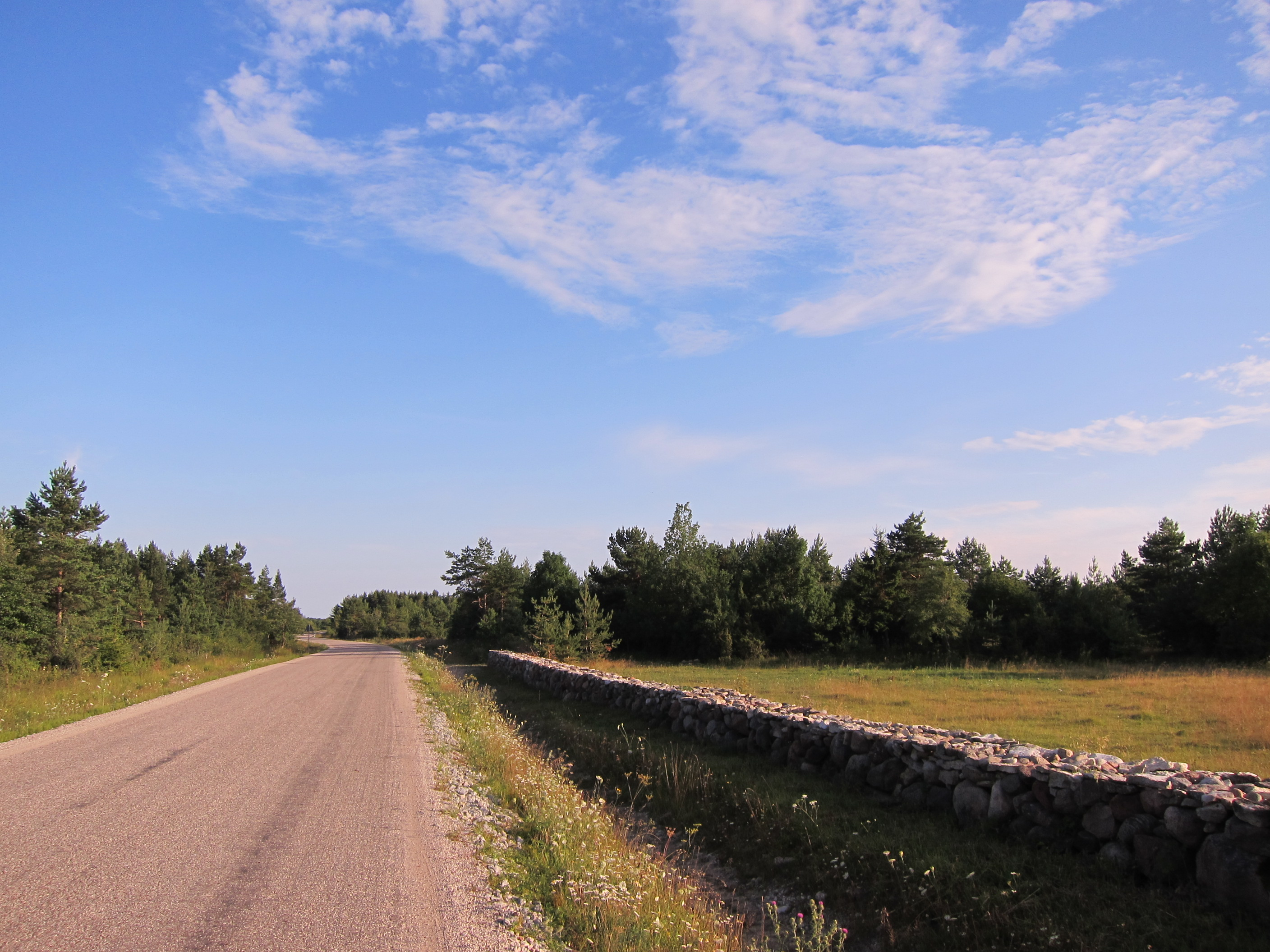
사레마섬 서부의 도로

본토와의 교통은 페리 운항이 주를 이루며, 가장 가까운 교통편으로는 본토의 비르추 (Virtsu)시에서 무후섬의 쿠이바스투 (Kuivastu)시까지 TS 래바드 (TS Laevad)사의 페리가 운항되고 있다. 무후섬에서 사레마섬까지는 '배이나탐 둑길' (Väinatamm)로 이어져 있다. 사레마섬에서도 서루시에서 트리기시 사이를 잇는 페리가 운항된다. 그밖에 로마사레시에서 아브루카섬까지 가는 배편도 있다. 겨울에는 연안이 얼기 때문에 본토와 무후섬·사레마섬, 히우마섬이 아이스 로드로 연결되어 쉽게 이동할 수 있다. 본토의 탈린, 패르누, 타르투에서 출발하여 섬까지 가는 버스편도 존재하며, 비르추시에서 페리를 타고 무후섬을 지나 섬에 도착하게 된다.
섬내 최대 도시인 쿠레사레에는 쿠레사레 공항이 있으며 탈린시까지 가는 트란사비아발티카 사의 항공편이 있다. 여름시즌에는 독일의 소규모 항공사인 '루프트베르커 프리슬란트 하를' (Luftverkehr Friesland-Harle)이 루흐누섬, 패르누까지 가는 정기 항공편을 운영하며, 에스토니아 항공도 스톡홀름까지 가는 항공편을 일주일에 2번 운영한다.
현재 사레마섬과 본토를 잇기 위한 방안으로 교량을 놓는 안과 터널을 뚫는 안이 계획 및 연구되고 있다.

## 같이 보기
- 사레주